# Vossloh DE 12
A Vossloh DE 12 négytengelyes dízel-villamos tolatómozdony-sorozat, melyet a Vossloh Locomotives gyártott 2012 és 2020 között, összesen 13 példányban. A sorozatot elsősorban nehéz terhelésű tolatási és könnyű terhelésű fővonali szolgálatra tervezték. A mozdonyok a 92 80 4125-ös számmal szerepelnek a német járműnyilvántartásban.

## Története
A DE 12 a MaK DE 1002, a DE 1003 és a DE 1004 mozdonyok továbbfejlesztéseként született, első példányát 2012-ben gyártotta a Vossloh a kieli üzemében. Elődjéhez képest az új mozdony az átjárhatósági műszaki előírásoknak megfelelően készült.
A Vossloh a dízel-elektromos DE 12 mellett G 12 név alatt egy dízel-hidraulikus verziót is kínált. A DE 12-t a 2012-es InnoTrans kiállításon mutatták be, az új vasúti előírásokhoz való alkalmazkodás miatt a típust a MaK vagy Vossloh mozdonyok ötödik generációjának tagjaként tartják számon. Ezt hangsúlyozza az új típusmegjelölési séma is, korábban a motorteljesítménynek megfelelő számot írták ki, a DE 12 esetében viszont annak egyszázadát.

## Technológia
A DE 12 sorozatot a nehéz tolatási és a könnyű vonali üzem gazdaságos és üzembiztos ellátására tervezték. Az elődgépekből származó, bevált konstrukciót a legújabb európai szabványok elvei szerint dolgozták át. A DE 12 vázát, valamint felépítményeit az EN 15227-es baleseti szabvány szerint tervezték, így baleset esetén nagyobb biztonságot nyújtanak a mozdony személyzetének.
A mozdony motorjául az MTU 8V 4000 R43(L) nyolchengeres négyütemű dízelmotorját választották. Ezt a motort az EU Stage IIIA kibocsátási normának megfelelően tervezték. A kipufogógáz-kibocsátás még nagyobb mértékű csökkentése érdekében részecskeszűrő is felszerelhető.
Az erőátvitel dízel-elektromos, háromfázisú meghajtási technológiával. A keréktárcsák tárcsafékkel vannak felszerelve.

## Üzemeltetők
A sorozat első példánya 2012-ben készült el. Ezt a példányt az InnoTrans kiállításon mutattak be, majd a Vossloh bérmozdonyként használta. A BASF 2013-ban négy DE 12-t vett az állományába DE 20–DE 23 jelöléssel. 2020-ban az Infraserv is rendelt 2, illetve a DB Cargo 6 példányt.
A mozdony a német járműnyilvántartásban a 92 80 4125 számot viseli.
| Kép       | Gyártás éve | Megrendelő          | Ország      | Darabszám | Forrás | Megjegyzés                              |
| --------- | ----------- | ------------------- | ----------- | --------- | ------ | --------------------------------------- |
| zentriert | 2012        | Vossloh             | Németország | 1         | [ 4 ]  | Bérmozdony, 4125 005                    |
|           | 2013        | BASF                | Németország | 4         | [ 4 ]  | DE 20–DE 23 (4125 001–004)              |
| zentriert | 2020        | Infraserv Logistics | Németország | 2         | [ 4 ]  | 4125 006, 011                           |
| zentriert | 2020        | Vossloh / DB Cargo  | Németország | 6         | [ 4 ]  | A DB Cargo bérli, 4125 007–010, 012–013 |
|           |             |                     | Összesen    | 13        |        |                                         |

## Fordítás
- Ez a szócikk részben vagy egészben  a   Vossloh DE 12 című német Wikipédia-szócikk ezen változatának fordításán alapul.  Az eredeti cikk szerkesztőit annak laptörténete sorolja fel. Ez a jelzés csupán a megfogalmazás eredetét és a szerzői jogokat jelzi, nem szolgál a cikkben szereplő információk forrásmegjelöléseként.